# Kevin Shattenkirk
Kevin Shattenkirk (né le 29 janvier 1989 à Greenwich, Connecticut aux États-Unis) était un joueur professionnel américain de hockey sur glace. Il évoluait au poste de défenseur.

## Biographie

### Carrière en club
Issu du programme américain de développement, il fut sélectionné en première ronde par l'Avalanche du Colorado en 2007. Il préférera par contre rejoindre les rangs universitaires américain. Le 19 février 2011, il est échangé avec Chris Stewart et un choix de deuxième tour aux Blues de Saint-Louis en retour d'un choix de premier tour, Erik Johnson et Jay McClement.
Le 27 février 2017, approchant la fin de son contrat et la date limite de transactions, il est échangé aux Capitals de Washington avec Pheonix Copley en retour de Zach Sanford, Brad Malone et un choix de 1re ronde de 2017 et de 2e ronde conditionnel de 2019. Il avait alors joué 425 parties avec Saint-Louis, et récolté 258 points, le plaçant au cinquième rang des défenseurs dans l'histoire des Blues.
Le 1er juillet 2017, il signe un contrat de 4 ans et 26,65 millions $ avec les Rangers de New York en tant qu'agent libre. Son contrat est racheté par les Rangers le 31 juillet 2019.
Il remporte la Coupe Stanley 2020 avec le Lightning de Tampa Bay.

### Carrière internationale
Il représente les États-Unis au niveau international.

### Retraite
Le 10 décembre 2024, Kevin Shattenkirk annonce sa retraite du hockey professionnel.

## Statistiques

### En club
| Saison     | Équipe                 | Ligue      |     | Saison régulière | Saison régulière | Saison régulière | Saison régulière | Saison régulière |   | Séries éliminatoires | Séries éliminatoires | Séries éliminatoires | Séries éliminatoires | Séries éliminatoires |
| Saison     | Équipe                 | Ligue      | PJ  | B                | A                | Pts              | Pun              | PJ               | B | A                    | Pts                  | Pun                  |                      |                      |
| 2006-2007  | États-Unis             | U-18       | 43  | 8                | 19               | 27               | 36               | -                | - | -                    | -                    | -                    |                      |                      |
| 2006-2007  | États-Unis             | NAHL       | 14  | 5                | 8                | 13               | 26               | -                | - | -                    | -                    | -                    |                      |                      |
| 2007-2008  | Terriers de Boston     | NCAA       | 40  | 4                | 17               | 21               | 38               | -                | - | -                    | -                    | -                    |                      |                      |
| 2008-2009  | Terriers de Boston     | NCAA       | 43  | 7                | 21               | 28               | 40               | -                | - | -                    | -                    | -                    |                      |                      |
| 2009-2010  | Terriers de Boston     | NCAA       | 38  | 7                | 22               | 29               | 38               | -                | - | -                    | -                    | -                    |                      |                      |
| 2009-2010  | Monsters du lac Érié   | LAH        | 3   | 0                | 2                | 2                | 0                | -                | - | -                    | -                    | -                    |                      |                      |
| 2010-2011  | Monsters du lac Érié   | LAH        | 10  | 0                | 0                | 0                | 10               | -                | - | -                    | -                    | -                    |                      |                      |
| 2010-2011  | Avalanche du Colorado  | LNH        | 46  | 7                | 19               | 26               | 20               | -                | - | -                    | -                    | -                    |                      |                      |
| 2010-2011  | Blues de Saint-Louis   | LNH        | 26  | 2                | 15               | 17               | 16               | -                | - | -                    | -                    | -                    |                      |                      |
| 2011-2012  | Blues de Saint-Louis   | LNH        | 81  | 9                | 34               | 43               | 60               | 9                | 1 | 1                    | 2                    | 6                    |                      |                      |
| 2012-2013  | TPS Turku              | SM-liiga   | 12  | 2                | 4                | 6                | 22               | -                | - | -                    | -                    | -                    |                      |                      |
| 2012-2013  | Blues de Saint-Louis   | LNH        | 48  | 5                | 18               | 23               | 20               | 6                | 0 | 2                    | 2                    | 6                    |                      |                      |
| 2013-2014  | Blues de Saint-Louis   | LNH        | 81  | 10               | 35               | 45               | 38               | 6                | 1 | 4                    | 5                    | 2                    |                      |                      |
| 2014-2015  | Blues de Saint-Louis   | LNH        | 56  | 8                | 36               | 44               | 52               | 6                | 0 | 8                    | 8                    | 2                    |                      |                      |
| 2015-2016  | Blues de Saint-Louis   | LNH        | 72  | 14               | 30               | 44               | 51               | 20               | 2 | 9                    | 11                   | 19                   |                      |                      |
| 2016-2017  | Blues de Saint-Louis   | LNH        | 61  | 11               | 31               | 42               | 37               | -                | - | -                    | -                    | -                    |                      |                      |
| 2016-2017  | Capitals de Washington | LNH        | 19  | 2                | 12               | 14               | 10               | 13               | 1 | 5                    | 6                    | 6                    |                      |                      |
| 2017-2018  | Rangers de New-York    | LNH        | 46  | 5                | 18               | 23               | 44               | -                | - | -                    | -                    | -                    |                      |                      |
| 2018-2019  | Rangers de New York    | LNH        | 73  | 2                | 26               | 28               | 20               | -                | - | -                    | -                    | -                    |                      |                      |
| 2019-2020  | Lightning de Tampa Bay | LNH        | 70  | 8                | 26               | 34               | 38               | 25               | 3 | 10                   | 13                   | 6                    |                      |                      |
| 2020-2021  | Ducks d'Anaheim        | LNH        | 55  | 2                | 13               | 15               | 28               | -                | - | -                    | -                    | -                    |                      |                      |
| 2021-2022  | Ducks d'Anaheim        | LNH        | 82  | 8                | 27               | 35               | 36               | -                | - | -                    | -                    | -                    |                      |                      |
| 2022-2023  | Ducks d'Anaheim        | LNH        | 75  | 4                | 23               | 27               | 56               | -                | - | -                    | -                    | -                    |                      |                      |
| 2023-2024  | Bruins de Boston       | LNH        | 61  | 6                | 18               | 24               | 18               | 6                | 0 | 1                    | 1                    | 0                    |                      |                      |
| Totaux LNH | Totaux LNH             | Totaux LNH | 952 | 103              | 381              | 484              | 544              | 91               | 8 | 40                   | 48                   | 47                   |                      |                      |

### En équipe nationale
| Année | Compétition                  |   | PJ | B | A | Pts | Pun               |  | Résultat |
| 2007  | Championnat du monde -18 ans | 7 | 1  | 4 | 5 | 2   | Médaille d'argent |  |          |
| 2009  | Championnat du monde junior  | 6 | 1  | 8 | 9 | 4   | 5e place          |  |          |
| 2011  | Championnat du monde         | 7 | 1  | 2 | 3 | 6   | 8e place          |  |          |
| 2014  | Jeux olympiques              | 6 | 0  | 3 | 3 | 0   | 4e place          |  |          |

## Trophées et honneurs personnels

### Ligue nationale de hockey
- 2014-2015 : participe au 60e Match des étoiles de la LNH
- 2019-2020 : vainqueur de la coupe Stanley avec le Lightning de Tampa Bay